# Baincthun (La Capelle) New Cemetery
Baincthun (La Capelle) New Cemetery is een begraafplaats gelegen in de Franse plaats Baincthun (Pas-de-Calais). De militaire graven worden onderhouden door de Commonwealth War Graves Commission.
De begraafplaats telt 1 geïdentificeerd Gemenebest graf uit de Tweede Wereldoorlog.